# 4084 Hollis
4084 Hollis (1985 GM) là một tiểu hành tinh vành đai chính được phát hiện ngày 14 tháng 4 năm 1985 bởi Bowell, E. ở Flagstaff.